# Comedy Central (Brasil)
Comedy Central é um canal de televisão por assinatura brasileiro de humor de propriedade da Paramount Networks Americas. Sua estreia na América Latina ocorreu em 1 de fevereiro de 2012. O canal disponibiliza áudio em espanhol e português. Foi lançado juntamente com o Comedy Central América Latina, o Brasil é o país com a maior população depois dos Estados Unidos, com mais de 200 milhões de habitantes a receber a programação, e terá programas feitos exclusivamente no Brasil, com artistas do stand-up. O website do Comedy Central no Brasil foi lançado em 11 de novembro de 2011.
O canal é em multiplataforma incluindo TV por assinatura padrão e HD, além de programação online e mobile. Ele exibe atualmente shows do canal americano, aquisições, produções originais, shows de stand-up comedy, séries de animação, clássicos e filmes todos relacionados a comédia.
O canal americano foi o primeiro no mundo a ter programação 100% sobre comédia e entretenimento em geral.

## História

### Antecedentes
Em outubro de 2011 houve oito programas semanais durante um mês em comemoração ao mês da comédia no canal VH1 apresentando um "aquecimento" para a estreia do canal Comedy Central. O programa era intitulado de Comedy Central Apresenta, e o comediante Danilo Gentili apresentava os quadros de stand-up com comediantes brasileiros. O programa era reprisado na VH1 periodicamente e a partir do lançamento do Comedy Central passou a compor a grade do mesmo tendo mais uma temporada de oito meses, mais ainda não foi confirmado se o comediante continuará sendo apresentador do programa.

Captura de ecrã da página do canal Comedy Central Brasil antes de seu lançamento em 10 de novembro de 2011.

Antes do lançamento do site houve uma contagem regressiva para o lançamento. (Imagem ao lado)
No dia 11 de novembro do mesmo ano foi lançado o site do canal, com o exclusivo The Roast of Charlie Sheen. Após o lançamento do site o ator Charlie Sheen e o humorísta Danilo Gentili coversaram pelo Twitter sobre o a estreia da canal no Brasil.

### Estreia

Logotipo do canal até 2019

Apesar de ter seu lançamento previsto para o dia 1 de janeiro de 2012, o canal divulgou nas redes sociais sua estreia foi adiada para 1 de fevereiro de 2012.
Inicialmente, a primeira operadora de TV por assinatura a informar os clientes foi a Claro TV, aonde o canal seria posterior do canal VH1 MegaHits, pela numeração 92, no dia 7 de fevereiro de 2012, dias após a sua estreia. Igualmente á Via, a Sky também anunciou seus clientes por email que iria substituir o VH1 MegaHits pelo Comedy Central. O canal foi lançado pela empresa no primeiro dia de fevereiro, dia do seu lançamento e com sinal aberto de 12 dias. Ambas as empresas, divulgaram os canais apenas pelo sinal SD. Não foi confirmada até então a extinção do canal VH1 MegaHits no Brasil, isto é, se o canal permaneceria sendo disponibilizado pelas outras operadoras de TV paga que já o possuem em seu Line-up. Tal canal seria descontinuado oito anos depois em favor da expansão do MTV Live no Brasil.

### Presença na internet
Desde o lançamento do site do canal na América Latina (espanhol) e no Brasil (português), o site obteve uma das maiores visualizações da internet nos vídeos The Roast com Charlie Sheen e Spooky, e possui uma média de um milhão de acessos com permanência de 40 minutos e obtendo uma grande importância nas redes sociais (Twitter e Facebook).

## Programas
O programa The Daily Show apresentado pelo entrevistador Jon Stewart começou a ser exibido com legendas a partir do seu lançamento. O canal também exibe seriados voltados a comédia e transmite até hoje o seriado South Park, oriundo da VH1 Brasil, passando por diversos horários, até ser fixado nas madrugadas desde 2019.
O canal também produz produções próprias oriundas da versão americana e latina, como o Comedy Central Stund-Up, Comedy Central Apresenta, República do Stund-Up, A Culpa é do Cabral (sendo este um dos maiores êxitos e carro-chefe do canal), A Culpa é da Carlota (cancelada na 3ª temporada devido a rejeição do público e da crítica especializada) e outros. Possui parceria com a produtora Porta dos Fundos, onde passou a exibir alguns projetos do grupo e a websérie Homens? desde 2019.